# 诺基亚N78
诺基亚 N78（Nokia N78），是诺基亚公司出品的一款智能手机。N78是一部基于S60第三版FP2的多媒体电脑手机。

## 性能参数
- 四频GSM / GPRS / EDGE：GSM 850 / 900 / 1800 / 1900
- WCDMA 900/2100 MHz 欧洲版本(N78-1) or 850/1900 MHz 北美版本 (N78-3)
- 支持Wi-Fi（限非中国大陆行货版本）
- 集成GPS
- FM收音机 87.5-108 MHz
- 带有自动对焦功能和LED闪光灯的320万像素的摄像头，卡尔蔡司光学系统
- 前置30万像素摄像头用于支持视频通话
- 2.4英寸屏幕 240 X 320 像素
- 数字键盘，Navi多媒体导航键